# Pterostylis acuminata
Pterostylis acuminata är en orkidéart som beskrevs av Robert Brown. Pterostylis acuminata ingår i släktet Pterostylis och familjen orkidéer. Inga underarter finns listade i Catalogue of Life.